# Parque Los Caobos
El Parque Los Caobos es uno de los parques más antiguos de Caracas, Venezuela. Está ubicado cerca de los Museos de Bellas Artes, de Ciencias de Caracas, la Galería Nacional, la Universidad Nacional Experimental de las Artes (antes Ateneo de Caracas), del Teatro Teresa Carreño y del Boulevard Amador Bendayan. Posee una superficie de 21,8 hectáreas o 0,218 kilómetros cuadrados. Está separado del Jardín Botánico de la Universidad Central de Venezuela por la Autopista Francisco Fajardo. La mayor parte del parque (centro y este) se encuentra en Jurisdicción de la Parroquia El Recreo (14 hectáreas) mientras que el resto hacia al oeste pertenece a la Parroquia San Agustín. (poco menos de 8 hectáreas)

## Historia
El parque se inaugura en los terrenos de la antigua hacienda «La Industrial», propiedad de Don José Antonio Mosquera, el 9 de diciembre de 1924. Dado que el día conmemoraba el centenario de la Batalla de Ayacucho, el sitio recibió el nombre de Parque Sucre, en honor al héroe nacional Mariscal Antonio José de Sucre, quien comandó al ejército triunfante en la contienda. Posteriormente en 1937, el Concejo Municipal le cambia el nombre a Los Caobos, dada la gran cantidad de estos árboles que existían en el sitio desde tiempos de la colonia

## Patrimonio del parque

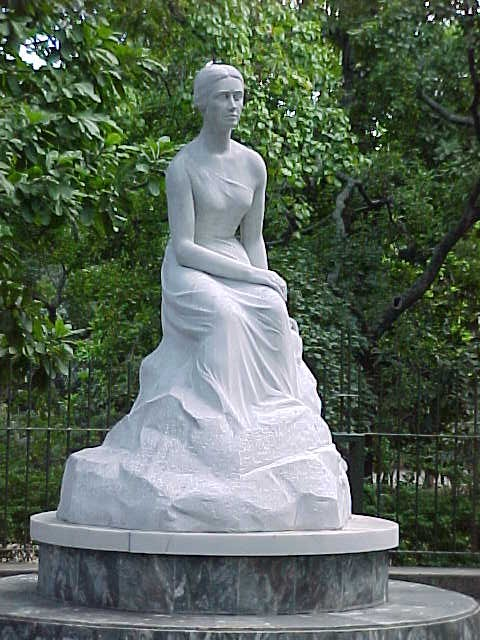
Caracas - Venezuela

En él se encuentra una de las más importantes colecciones de árboles centenarios de la ciudad de Caracas. En la entrada del parque se encuentra la estatua de Teresa de la Parra, obra de la escultora Carmen Cecilia Caballero de Blanch. En el medio del parque está la Fuente Venezuela, un conjunto escultórico de Ernest Maragall i Noble en la que se representan con esculturas humanas las regiones del país y que originalmente estuvo en la Plaza Venezuela. Debido a trabajos de remodelación en 1962, la fuente fue trasladada provisionalmente al lado sur de la Plaza Venezuela luego trasladada al parque el 12 de octubre de 1967.
También en el parque está la escultura que se titula Ícaro, que en el pedestal tiene grabado: «Un hombre no es un pájaro y debe soportar la ruindad de estar unido a la tierra como los ángeles al cielo». En la zona del Ateneo de Caracas está el pasaje de los artesanos.
Otra serie de esculturas se hallan en el parque entre ellas: Efebo en Maratón ubicada en el centro de un espejo de agua, Centaura Justina, La otra mejilla, Trompetilla para sordos, El Doblez, El Avión, y El Piano.
Una de las obras más resaltantes del parque es la Fuente Monumental Venezuela obra del arquitecto catalán Ernesto Maragall (1903 Barcelona, España- 1991 Caracas). La fuente está constituida por varias figuras humanas que representan las distintas regiones del país. Cabe destacar que esta fuente originalmente estaba ubicada en la Plaza Venezuela hasta los años 60 cuando se decidió modernizarla.

## Lugares de interés
El parque Los Caobos colinda con una serie de sitios de interés incluyendo:
- Teatro Teresa Carreño
- Museo de Bellas Artes
- Museo de Ciencias Naturales
- Colegio de Ingenieros de Venezuela
- Centro Nacional de Acción Social para la Música, sede del Sistema Nacional de las Orquestas Juveniles e Infantiles de Venezuela
- Boulevard Amador Bendayán
- Casa del Artista
- Iglesia Santa Rosa de Lima
- Iglesia Católica Maronita San Charbel
- Mezquita Sheikh Ibrahim Al Ibrahimla, la segunda más grande de Latinoamérica.
- Estación del Metro de Caracas: Colegio de Ingenieros

## Galería
| Esculturas y ambientes del Parque Los Caobos |  |  |  |
|                                              |  |  |  |

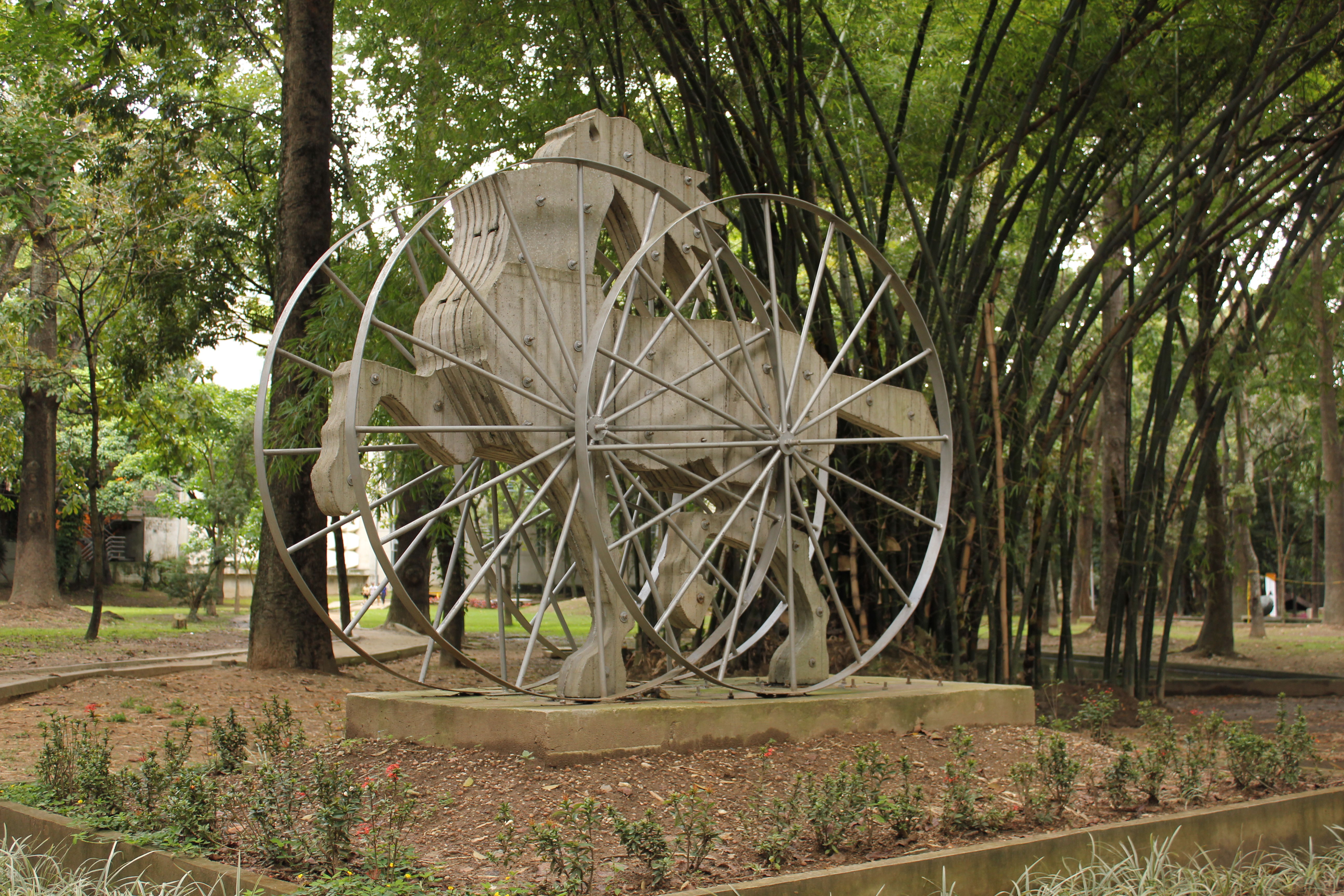
Caballo
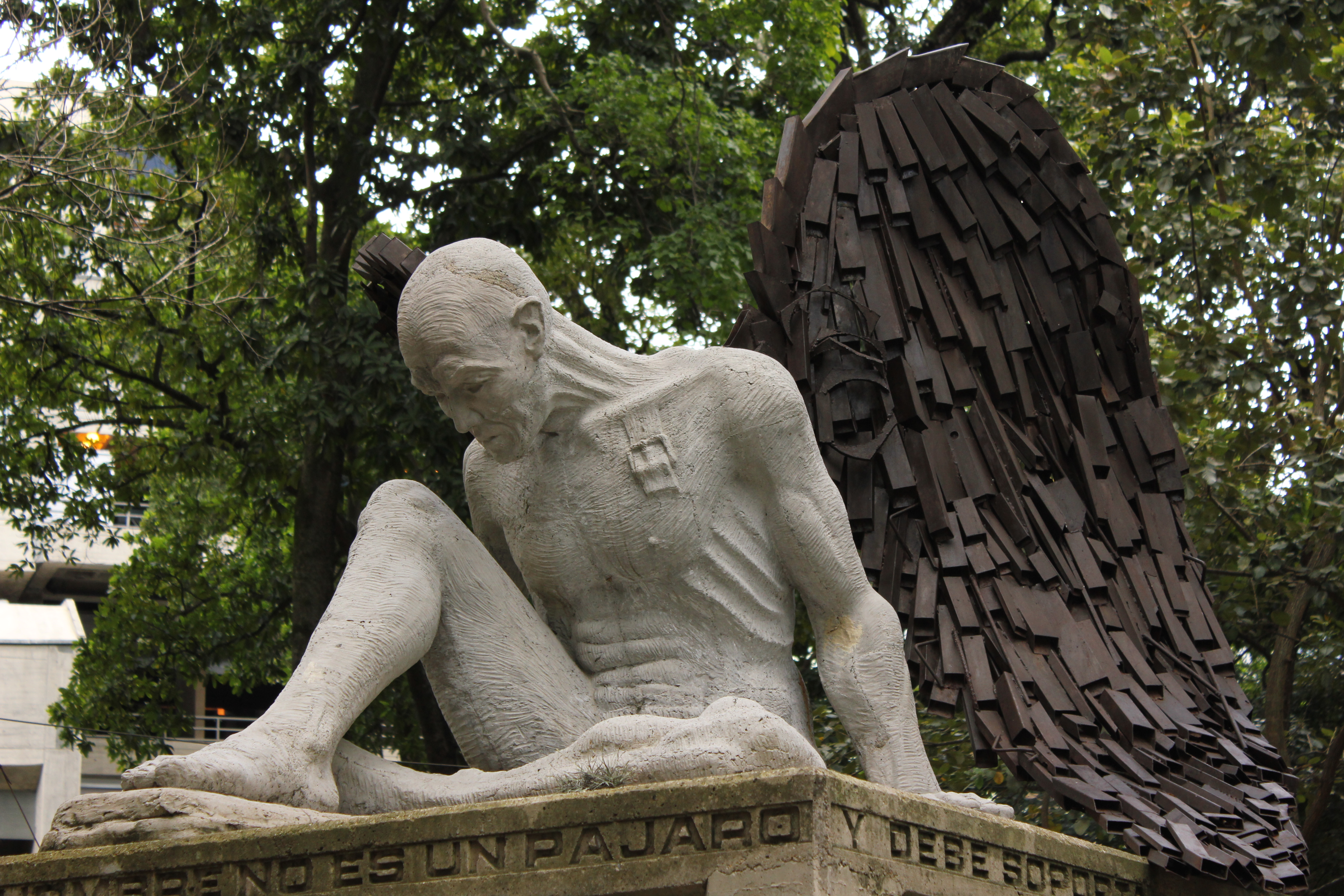
Angel Caído
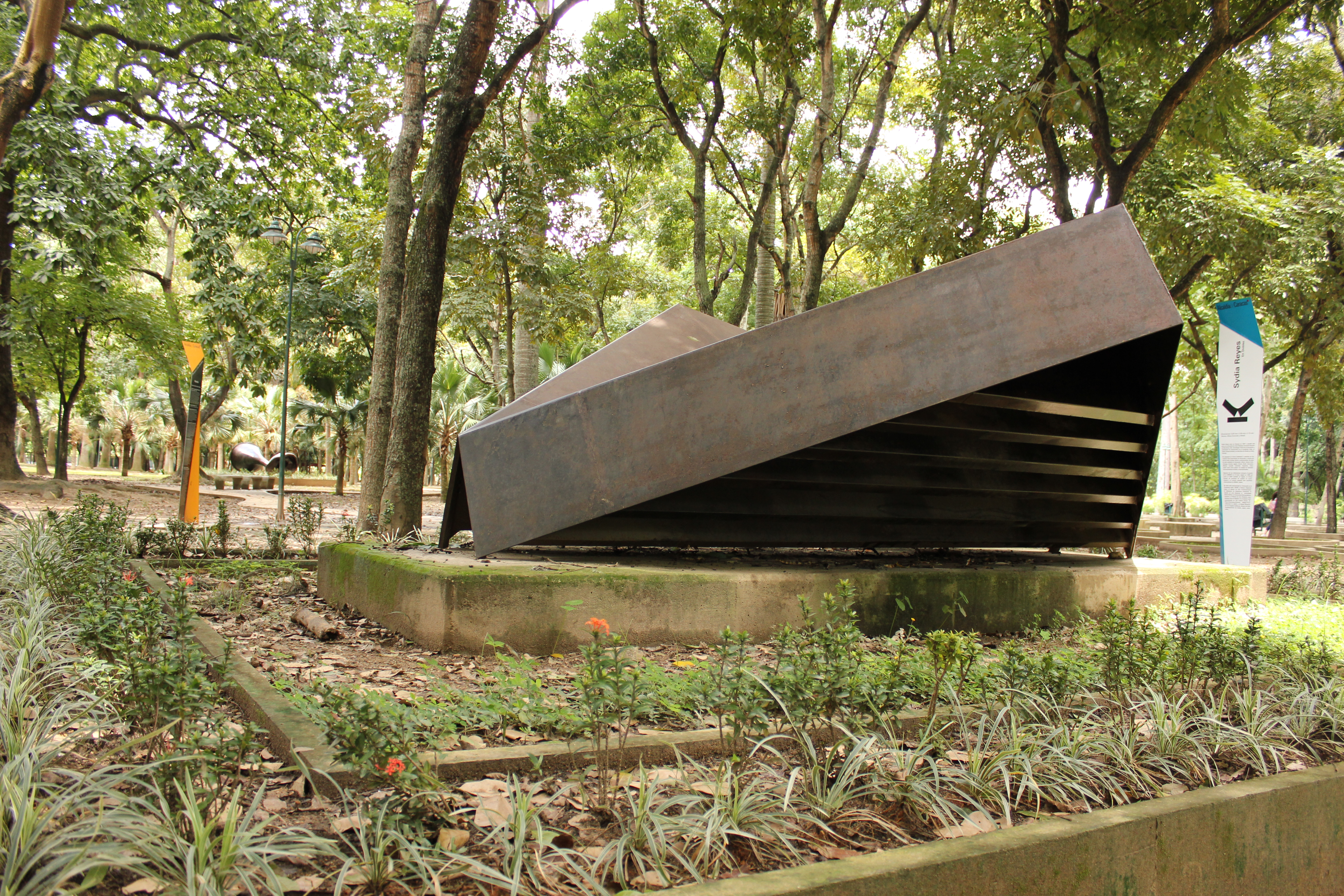
En Doblez de Sydia Reyes
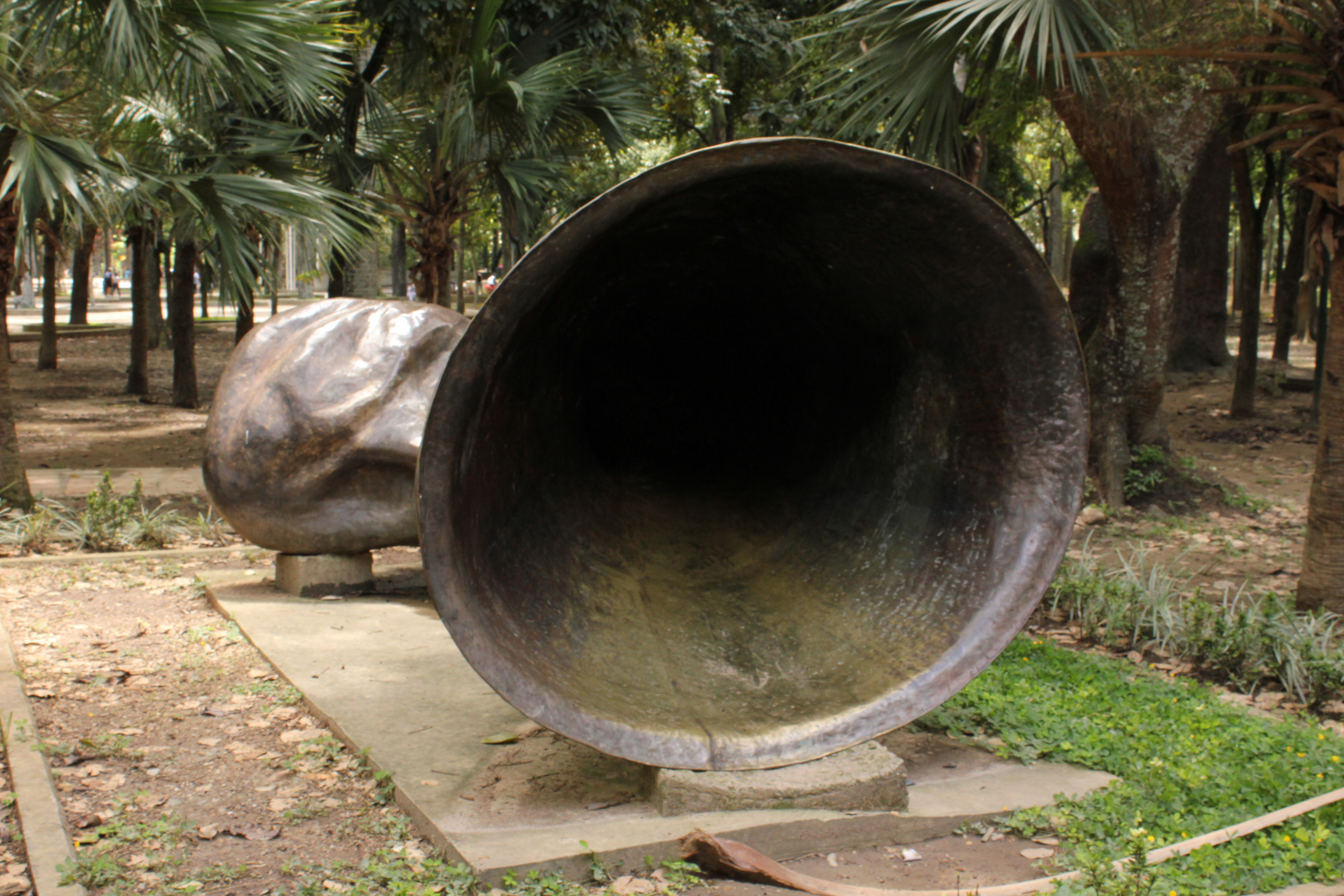
Trompetilla para sordos de Marcos Salazar